# Ешленд (Міссурі)
Ешленд (англ. Ashland) — місто (англ. city) в США, в окрузі Бун штату Міссурі. Населення — 4747 осіб (2020).

## Географія
Ешленд розташований за координатами 38°46′22″ пн. ш. 92°15′53″ зх. д. / 38.77278° пн. ш. 92.26472° зх. д. (38.772860, -92.264587).  За даними Бюро перепису населення США в 2010 році місто мало площу 12,42 км², з яких 12,40 км² — суходіл та 0,02 км² — водойми. В 2017 році площа становила 15,22 км², з яких 15,19 км² — суходіл та 0,03 км² — водойми.

## Демографія
Згідно з переписом 2010 року, у місті мешкало 3707 осіб у 1428 домогосподарствах у складі 990 родин. Густота населення становила 299 осіб/км².  Було 1530 помешкань (123/км²).
Расовий склад населення:
| - 96,7 % — білих - 0,8 % — чорних або афроамериканців - 0,5 % — азіатів - 0,3 % — корінних американців |

До двох чи більше рас належало 1,3 %. Частка іспаномовних становила 1,5 % від усіх жителів.
За віковим діапазоном населення розподілялося таким чином: 29,4 % — особи молодші 18 років, 59,3 % — особи у віці 18—64 років, 11,3 % — особи у віці 65 років та старші. Медіана віку мешканця становила 33,9 року. На 100 осіб жіночої статі у місті припадало 88,6 чоловіків;  на 100 жінок у віці від 18 років та старших — 83,7 чоловіків також старших 18 років.
Середній дохід на одне домашнє господарство  становив 66 859 доларів США (медіана — 61 157), а середній дохід на одну сім'ю — 84 053 долари (медіана — 77 708). Медіана доходів становила 42 412 долари для чоловіків та 36 734 долари для жінок. За межею бідності перебувало 9,0 % осіб, у тому числі 7,2 % дітей у віці до 18 років та 21,5 % осіб у віці 65 років та старших.
Цивільне працевлаштоване населення становило 1997 осіб. Основні галузі зайнятості: роздрібна торгівля — 30,3 %, освіта, охорона здоров'я та соціальна допомога — 30,0 %, публічна адміністрація — 9,9 %, фінанси, страхування та нерухомість — 9,9 %.